# 2017年のインド
2017年のインド （2017ねんのインド）では、2017年のインドに関する出来事について記述する。

## 国家元首等
- 大統領
  - 第13代: プラナブ・ムカルジー （インド国民会議、2012年7月25日 - 2017年7月25日)
  - 第14代: ラーム・ナート・コーヴィンド （インド人民党、2017年7月25日 - ）
- 副大統領
  - 第12代: Mohammad Hamid Ansari （インド国民会議、2007年8月11日 - 2017年8月11日)
  - 第13代: Venkaiah Naidu （インド人民党、2017年8月11日 - ）
- 首相
  - 第18代: ナレンドラ・モディ （インド人民党、2014年5月26日 - ）
- 最高裁判所長官
  - 第43代: T. S. Thakur （2015年12月3日 - 2017年1月3日)
  - 第44代: Jagdish Singh Khehar （2017年1月4日 - 2017年8月27日)
  - 第45代: Dipak Misra （2017年8月28日 - ）
- 連邦議会下院議長
  - 第16代: Sumitra Mahajan （インド人民党、2014年6月5日 - ）

## できごと

### 1月
- 1月21日 - アーンドラ・プラデーシュ州で急行列車が脱線し、少なくとも36人が死亡、約50人が負傷[1]。

### 4月
- 4月19日 - ヒマーチャル・プラデーシュ州でバスが渓谷に転落し、少なくとも44人が死亡[2]。

### 5月
- 5月10日 - ラージャスターン州で嵐により結婚式会場の壁が崩れ、少なくとも24人が死亡、26人が負傷[3]。

### 6月
- 6月4日 - ウッタル・プラデーシュ州バレーリーでバスとトラックが衝突し、22人が死亡、19人が負傷[4]。
- 6月9日 - カザフスタン・アスタナにて開催された上海協力機構首脳会議にて、インド、パキスタン両国の機構加盟が決定[5]。
- 6月15日 - アジアインフラ投資銀行はインドのインフラファンドに1億5千万ドルを出資すると発表。AIIBによる出資案件は初[6]。
- 6月25日 - カシミール地方グルマルグ（英語版）のスキーリゾート施設にて、ゴンドラが落下激突事故。7人が死亡[7]。

### 7月
- 7月10日
  - 日本の海上自衛隊と、アメリカ、インド両海軍との共同軍事演習「マラバール」が始まる[8]。
  - ウッタル・プラデーシュ州アーザムガルの警察当局は、同州で密造酒による中毒によって12人が死亡し、21人を逮捕。約1万リットルの密造酒を廃棄したと発表[9]。
- 7月11日 - カシミール地方のインド実効支配地域で、アマルナート洞窟寺院（英語版）への巡礼に向かっていたヒンドゥー教徒を乗せたバスが武装集団に襲撃され、7人が死亡、14人が負傷[10]。
- 7月16日 - ジャンムー・カシミール州でアマルナート寺院を目指す巡礼者を乗せたバスが渓谷に転落。16人が死亡、27人が負傷[11]。
- 7月17日 - 前週から続く大雨からなる洪水などの被害で、これまでに97人が死亡、200万人が避難を余儀なくされている[12]。
- 7月17日 - インド大統領選挙投票。
- 7月20日 - インド大統領選挙開票。前ビハール州知事で与党インド人民党が推すラーム・ナート・コーヴィンド候補が、野党国民会議派が推すメイラ・クマール候補を破る[13]。
- 7月25日 - ラーム・ナート・コーヴィンド、第14代大統領に就任。
- 7月25日 - ムンバイの4階建てビルが崩落し、少なくとも17人が死亡[14]。
- 7月30日 - インド政府、グジャラート州がモンスーンによる豪雨と洪水の被害で、この日までに213人が死亡、13万人が孤立していると発表[15]。

### 8月
- 8月12日
  - ウッタル・プラデーシュ州ゴーラクプルの公立病院で、6日間で60人の子供患者が死亡していたことが発覚。15日までに85人に拡大[16]。
  - インドで3月以降、15人を殺害しているインドゾウをハンターが射殺。インドでは工業化と入植による森林減少によって、野生動物の生息域と隣接する機会が増えている[17]。
- 8月13日 - ネパールやインド、バングラデシュでモンスーンにより11日から洪水と地滑りが発生し、24日までに少なくとも1000人が死亡、100万人が避難している[18]。
- 8月19日 - ウッタル・プラデーシュ州ムザッファルナガル近郊で急行列車の脱線事故。24人が死亡、160人あまりが負傷[19]。
- 8月24日 - 青い鯨と呼ばれるゲームに熱中したとみられる少年が自殺する事件が相次ぎ、この日までに少なくとも3人が死亡[20]。
- 8月25日 - ハリヤーナー州パンチクラ（英語版）の裁判所で、婦女暴行の容疑を問われたグル、ガーミート・ラミ・ラヒム・シン（英語版）師に有罪判決が下されたことに、詰めかけた10万人あまりの信奉者が激怒し暴徒化。治安部隊との衝突で29人が死亡し、約200人が負傷[21]。
- 8月27日 - 西ベンガル州で牛を運んでいたイスラム教徒2人がヒンズー教徒の集団に暴行され2人が死亡。インドでは牛の扱いに関する自警団によるイスラム教徒へのリンチ事件が相次いでいる[22]。
- 8月28日 - インドと中国の両軍によるにらみ合いが続いていたドクラム高地（英語版）の係争地で、インド外務省は両軍が撤退することで合意したと発表[23]。
- 8月29日 - ムンバイがモンスーンの豪雨により冠水。30日までに少なくとも5人が死亡[24]。
- 8月31日 - ムンバイで4階建ての住居用建物が倒壊し、33人が死亡[25]。

### 9月
- 9月5日 - ナレンドラ・モディ政権や与党・インド人民党を批判してきた新聞記者、ガウリ・ランケシュ（英語版）がカルナータカ州バンガロールの自宅前で射殺された[26]。
- 9月10日 - ニューデリー近郊のグルグラムにある学校で8日職員が男児生徒に性的暴行を加えようとし、抵抗されたことから殺害する事件が発生したことから、憤激した保護者ら数百人が学校を取り囲み抗議活動。警官隊と衝突し、学校関係者が出入りしていた近所の酒屋が破壊されるなどの被害が出た[27]。
- 9月14日 - ウッタル・プラデーシュ州バーグパト県（英語版）のヤムナー川で、労働者らが乗っていた満員の船が転覆し、少なくとも20人が死亡[28]。
- 9月27日 - 西ベンガル州ダージリンで7月が続いていたグルカ族による大規模ストライキが、ゴルカ人民解放戦線（英語版）が政府との協議に応じたことで収束[29]。
- 9月29日 - ムンバイにあるエルフィンストーン駅（英語版）の歩道橋で通勤客が将棋倒しになり、少なくとも22人が死亡[30]。

### 10月
- 10月6日～28日 - 2017 FIFA U-17ワールドカップ開催。開催国として出場し、0勝3敗でグループリーグ敗退。
- 10月9日 - マハーラーシュトラ州ヤバトマル県（英語版）で農薬を散布していた農民らが有害物質を吸い込んで、これまでに20人が死亡。多数の入院者が出ており、50人ほどが視力に傷害が出る重傷。農民たちは防護マスクを着用していなかったという[31]。

### 11月
- 11月1日 - ウッタル・プラデーシュ州ラエバエリ（英語版）にある石炭火力発電所で火災が発生。26人が死亡、数十人が負傷[32]。
- 11月12日 - アーンドラ・プラデーシュ州ヴィジャヤワーダで、クリシュナ川を航行中のボートが障害物とぶつかり転覆。少なくとも14人が死亡[33]。

## 周年
- 8月15日 - インド独立から70年。

## 死去
- 1月6日 - オム・プリ、俳優（1950年 -）